# Vorob'ëvka
Vorob'ëvka (in russo  Воробьёвка?) è un villaggio della Russia europea nell'oblast' di Voronež. È il centro amministrativo del rajon Vorob'ëvskij.
Si trova sul fiume Tolučeevka (bacino del Don), 210 km a sud-est di Voronež.